# Яблоново (Задонский район)
Я́блоново — село в Задонском районе Липецкой области. Входит в Юрьевский сельсовет.

## География
Село стоит практически на берегу реки Каменки, впадающей в Дон.

## История
Первопоселенцы этого села пришли сюда ещё в конце XVI века или в самом начале XVII века. Здесь была поляна с дикими яблонями. Поэтому сначала село назвали Я́блонова Поля́на.

## Население
| 2010 |
| ---- |
| 366  |